# Konavle
Konavle est une municipalité et une région géographique située dans le comitat de Dubrovnik-Neretva, en Croatie. Au recensement de 2001, la municipalité comptait 8 250 habitants, dont 96,51 % de Croates ; le village de Cavtat, siège de la municipalité, comptait 2 015 habitants. Konavle est la municipalité plus au sud de la Croatie et inclus le phare du cap Oštra, sur la péninsule de Prevlaka, le point extrême sud du pays sur le continent.

## Géographie
Konavle est une région située entre le mont Sniježnica et la mer Adriatique ; elle s'étire depuis le village de Cavtat jusqu'à la frontière entre la Croatie et le Monténégro à Prevlaka. Outre Cavtat, seul le village de Molunat est situé sur la côte, les trente autres localités de la municipalité se trouvant dans l'arrière-pays.
Avec une altitude de 1 234 m, le pic de Sniježnica est le point culminant du comitat de Dubrobnik-Neretva.
L'aéroport de Dubrovnik est situé près du village de Čilipi.

## Localités
La municipalité de Konavle compte 33 localités :
| - Brotnice - Cavtat - Čilipi - Duba Konavoska - Dubravka - Dunave - Drvenik - Đurinići - Gabrile - Gruda - Jasenice | - Komaji - Kuna Konavoska - Lovorno - Ljuta - Mihanići - Mikulići - Močići - Molunat - Obod - Pavlje Brdo - Pločice | - Poljice - Popovići - Pridvorje - Radovčići - Stravča - Šilješki - Uskoplje - Vitaljina - Vodovađa - Zastolje - Zvekovica |

## Personnalités
- Niko Bete, chanteur
- Tereza Kesovija, chanteuse
- Vlaho Bukovac, peintre
- Mijo Šiša-Konavljanin, peintre et artiste
- Frano Supilo, homme politique
- Baltazar Bogisic, juriste et historien du droit